# Aston Eyre
Aston Eyre est une paroisse civile et un village du Shropshire, en Angleterre.